# Benthopecten pentacanthus
Benthopecten pentacanthus är en sjöstjärneart som beskrevs av Fell 1958. Benthopecten pentacanthus ingår i släktet Benthopecten och familjen nålsjöstjärnor. Inga underarter finns listade i Catalogue of Life.